# Tout sera comme avant (nouvelles)
Pour les articles homonymes, voir Tout sera comme avant (homonymie).
Tout sera comme avant est un recueil de nouvelles, publié en 2004, de différents auteurs inspirées par les titres des chansons de l'album de musique Tout sera comme avant de Dominique A paru la même année. Il est toutefois disponible indépendamment.

## Historique
En quatrième de couverture, Dominique A explique la démarche : « Dans romans et nouvelles, j'ai toujours pioché des phrases, des thèmes, pour mettre mes chansons sur les rails. Le présent recueil est né de l'envie d'inverser la manœuvre, en faisant réagir à mon tour des écrivains français que j'affectionne. À chaque auteur, un titre attribué aléatoirement, et sans écoute préalable de la chanson s'y rapportant, ni connaissance de son sujet. Au bout du chemin, un faux-jumeau, un double littéraire du disque homonyme : Tout sera comme avant. »

## Liste des nouvelles
- Tout sera comme avant par Dominique Fabre
- Elle parle à des gens qui ne sont pas là par Olivier Adam
- Pendant que les enfants jouent par Richard Morgiève
- Dans les hommes par Sylvie Robic
- Bowling par Brigitte Giraud
- Mira par Sophie Tasma
- Revenir au monde par Arnaud Cathrine
- Le Fils d'un enfant par Arno Bertina
- Où sont les lions par Chloé Delaume
- L'Inuktitut par Patrick Lerch
- Le Départ des ombres par Dominique Ané
- Dobranoc', bonne nuit par Béatrice Ratebœuf
- Les Clés par Hélène Lenoir
- La Retraite à Miami par Éric Pessan
- Les Éoliennes par Jérôme Lambert
- Le Dernier couché par Bruno Gibert